# Primeira Crise do Estreito de Taiwan
A Primeira Crise do Estreito de Taiwan (também chamada de Crise de 1954-1955 do Estreito de Taiwan, ou de Crise do Estreito de Taiwan de 1955) foi um conflito armado de curta duração que ocorreu entre os governos da República Popular da China (China comunista) e a República da China (Taiwan). A China continental tomou as Ilhas Yijiangshan, forçando Taiwan a abandonar as Ilhas Tachen. As Marinhas dos Estados Unidos e de Taiwan uniram forças para evacuar o pessoal militar e civil da República da China das Ilhas Tachen para Taiwan. Embora as Ilhas Tachen mudassem de mãos durante a crise, os noticiários estadunidenses centraram-se quase exclusivamente nas Ilhas Quemoy e Matsu, os quais tornaram-se palcos de frequentes duelos de artilharia.
A distância de tais ilhas pra Taiwan é de cerca de 150 Km, enquanto que apenas poucos quilômetros de mar separam Quemoy de territórios controlados pela China na cidade de Xiamen, enquanto que Matsu é situada a uma distância similar de Fuzhou, circunstância que torna tais ilhas visíveis do continente e alvos fáceis para peças de artilharia.
A guerra civil chinesa havia diminuído em escala, em 1949, com o governo de Chiang Kai-shek do Kuomintang (KMT) e 1,3 milhões de partidários abandonando a China continental e criando um refúgio na ilha de Taiwan (também conhecida como Formosa). Enquanto as hostilidades no oeste e sudoeste da China continuaram, o território sob a jurisdição da República da China foi efetivamente reduzido para Taiwan, Ilhas Pescadores, e vários arquipélagos ao longo da costa sudeste da China. A Ilha de Hainan, caiu para os comunistas em abril de 1950 e as Ilhas Choushan foram evacuadas pelos nacionalistas em maio de 1950, antes da Primeira Crise do Estreito de Taiwan.
Em 1949, o Exército de Libertação Popular fez algumas tentativas para tomar os arquipélagos de Matsu e Quemoy, que foram rechaçadas por forças nacionalistas. Em 1950, era preparada uma nova invasão, no entanto, com o início da Guerra da Coreia, o Presidente Harry S. Truman enviou a Sétima Frota para a região, o que adiou novas tentativa de tomada das ilhas.
Os arquipélagos de Matsu e Quemoy, situados no estreito de Taiwan entre a ilha principal de Taiwan e a China continental, eram a principal linha de defesa dos nacionalistas contra o Partido Comunista da China e foram fortemente fortificados por Chiang. As ilhas ao largo da costa da província de Chekiang eram vistas como uma posição para recuperar o continente e abrigava o reduzido governo provincial da província natal de Chiang.
O início dos bombardeios ocorreu quando o Secretário de Estado dos Estados Unidos, John Foster Dulles voava para Manila para reuniões necessárias à formação da Organização do Tratado do Sudeste Asiático, em um contexto no qual o Presidente Dwight D. Eisenhower negociava um tratado formal de defesa mútua com Taiwan. A ofensiva da República Popular da China deu causa ao retorno de três porta-aviões da Sétima Frota para a região e a ataques aéreos oriundos de Taiwan. O Tratado de Defesa Mútua EUA-Taiwan foi rubricado em 23 de novembro de 1954, mas se aplicava apenas à Taiwan e às Ilhas Pescadores, um arquipélago situado a cerca de 40 km a oeste de Taiwan, mas não às Ilhas Quemoy, Matsu e outras ilhas próximas do continente.
No dia 18 de janeiro de 1955, a República Popular da China invadiu as Ilhas Dachen e as Ilhas Yijiangshan. A Sétima Frota não tentou defender tais ilhas, se limitando a ajudar na evacuação das forças nacionalistas, em um contexto no qual as tropas do Exército de Libertação Popular não estavam autorizadas a atirar contra embarcações ou tropas norte-americanas. No final de janeiro, foi aprovada uma resolução, nas duas casas do Congresso dos Estados Unidos autorizando o uso da força para a defesa de Taiwan, Ilhas Pescadores e "territórios relacionados" no Estreito de Taiwan, o que ampliava a proteção norte-americana à Taiwan.

Um dos aspectos da crise foi a ameaça de utilização de bombas atômicas que foi objeto de uma das declarações mais polêmicas de Mao Tsé-Tung:
| “ | O povo chinês não vai se deixar acovardar pela chantagem atômica norte-americana. Nosso país tem uma população de 600 milhões e uma área de 9 600 000 Km2. Os Estados Unidos não podem aniquilar a nação chinesa com sua pequena pilha de bombas atômicas. Mesmo que as bombas atômicas fossem tão poderosas que, ao serem lançadas sobre a China, abrissem um buraco até o centro da Terra, ou explodissem o planeta, isso não significaria praticamente nada para o universo como um todo, embora pudesse ser um evento de magnitude para o sistema solar [...] se os Estados Unidos com seus aviões, mais a bomba atômica, lançarem um guerra de agressão contra a China, então a China, com seu painço, mas seus fuzis, sem dúvida emergirá vitoriosa. O povo do mundo inteiro nos dará apoio | ” |

.
Em 15 de março de 1955, o Secretário de Estado, Robert Dulles, declarou que seria possível a utilização de armas nucleares de uso tático no conflito.

Nesse contexto, a China decidiu reduzir a intensidade do conflito. Em 23 de abril de 1955, Zhou Enlai, declarou em uma Conferência Asiática-Africana de Países Não Alinhados, em Bandung (Indonésia, que:
| “ | O povo chinês não quer entrar em uma guerra contra os Estados Unidos da América. O governo chinês está disposto a sentar na mesa de negociações com o governo norte-americano para discutir a questão do relaxamento de tensão no Extremo Oriente, especialmente a questão do relaxamento de tensão na área de Taiwan. | ” |

Na semana seguinte, a República Popular da China encerrou os bombardeios.
Um dos resultados da crise foi que, durante a Conferência de Genebra de 1954, convocada para resolver a Guerra de Independência do Vietnã, a República Popular da China e os Estados Unidos concordaram em manter contatos por meio de funcionários consulares em Genebra.